# Everybody Loves Me
"Everybody Loves Me" é uma canção da banda norte-americana OneRepublic, presente no seu segundo álbum de estúdio Waking Up. Composta pelos membros Ryan Tedder e Brent Kutzle, mesmo sem ter sido lançada como single oficial, a canção se posicionou em paradas musicais, ocupando a posição #61 no Canadian Hot 100 e a #71 na Billboard Digital Songs.

## Paradas musicais
| Chart                                    | Melhor posição |
| ---------------------------------------- | -------------- |
| Estados Unidos - Billboard Digital Songs | 71             |
| Canadá - Canadian Hot 100                | 61             |